# Голубев, Константин Алексеевич
Константи́н Алексе́евич Го́лубев (1852, село Барановка, Саратовская губерния — осень 1918, близ города Богородска) — священнослужитель Православной российской церкви, протоиерей; настоятель Богоявленского собора в Богородске.
Прославлен в лике святых Русской православной церкви в 2000 году как священномученик Константин Богородский.
Память святого — 19 сентября по юлианскому календарю (2 октября по новому стилю), в Соборе новомучеников Российских и в местном соборе новомучеников Богородских — 7 (20 ноября).

## Семья
Родился в семье псаломщика. Осиротел в девять лет. Жена — Мария Никитина, урождённая Анисимова (ум. 1913), из семьи мещан города Вольска.
Дети: Мария, в замужестве Солодовникова, жена священника; Александра, в замужестве Часовникова, жена священника; Константин (1898—1970), протоиерей, был настоятелем Троицкого храма в Наташине; Леонид, окончил Московскую духовную академию, был директором средней школы; Анна; Борис; Мариамна.

## Миссионер
Окончил Саратовскую духовную семинарию. С 1874 года был миссионером саратовского Братства Святого Креста в родном селе Барановке, где проживало много старообрядцев. В результате его деятельности в качестве учителя и законоучителя в открытой им миссионерской школе всего за полтора года приход села — 1500 человек — присоединился к синодальной православной церкви. С 1876 года — учитель русско-славянского языка в Вольском духовном училище. С 1879 года — Саратовский епархиальный противосектантский и противораскольничий миссионер, участвовал в диспутах со старообрядцами и молоканами.

## Священник
С 12 марта 1895 года — иерей, был настоятелем Богоявленского собора в Богородске и благочинным 16 приходов, где также распространилось старообрядчество, состоял противораскольничьим миссионером.
С 1897 года, одновременно, заведовал Истомкинской церковно-приходской школой при фабрике Шибаевых, где с 1901 года был законоучителем.
С 1900 года — заведующий и законоучитель открытой им при Богоявленском соборе женской церковно-приходской школы. Был председателем уездного отделения Кирилло-Мефодиевского братства (с 1895 года), директором Богородского уездного отделения Попечительного о тюрьмах комитета (с 1895 года; в этом качестве много помогал заключённым), членом уездного комитета Попечительства о народной трезвости (с 1901 года).
С 1903 года — протоиерей.
Московский губернатор Владимир Джунковский в воспоминаниях характеризовал отца Константина Голубева как человека крайне правых взглядов, «резкого и неумеренного в своих суждениях». Активно занимался политической деятельностью, являлся председателем Монархического общества города Богородска и Богородского отдела Союза русского народа.

## Мученическая кончина

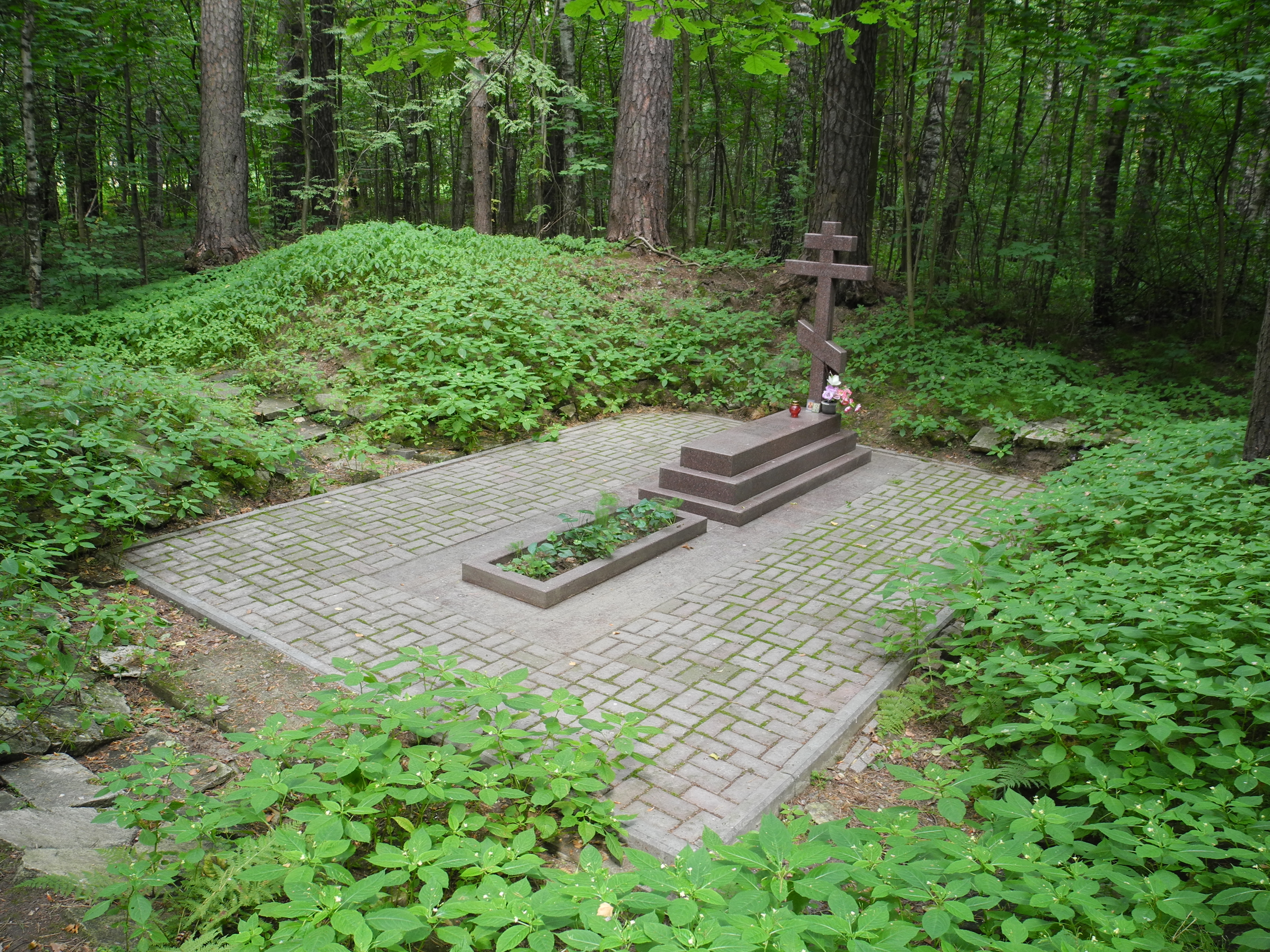
Место гибели

12—13 мая 1918 года в Богородске по инициативе церковного совета Богоявленского собора состоялись церковные торжества с участием сонма архиереев во главе с патриархом Тихоном. Они завершились грандиозным крестным ходом вокруг города (по данным современников, в нём участвовали около 100 тысяч человек). Представители советской власти расценили этот крестный ход как вызов со стороны церкви. Через некоторое время, осенью 1918 года, отец Константин был арестован и после нескольких дней заключения в богородской тюрьме расстрелян.
Когда конвоиры вели священника к месту расстрела, он повторял «Не ведают, что творят». По данным доклада Василия Шеина на Поместном соборе 1917—1918 годов, протоиерей Константин Голубев во время расстрела был лишь тяжело ранен и закопан полуживым, несмотря на просьбы умиравшего священника и его дочери добить его, прекратив тем самым мучения. Место его захоронения на опушке вблизи соснового леса почиталось верующими горожанами все последующие годы: туда приносили свечи, лампады, служили панихиды.
Существует предание, что вместе со священником были расстреляны ещё два человека: солдат, отказавшийся выполнить приказ о расстреле (по некоторым данным, крещённый в детстве отцом Константином), и женщина, попытавшаяся защитить пастыря.
Обретение мощей святого состоялось 20 ноября 1995 года — они были перенесены в храм Тихвинской иконы Божией Матери в Ногинске, а 2 октября 2004 года — в Богоявленский собор. С 2007 года в день обретения мощей отмечается местный праздник — Собор новомучеников Богородских.

## Канонизация и почитание
18 апреля 1996 года протоиерей Константин Голубев и двое погибших с ним мучеников были причислены к лику местночтимых святых Московской епархии. На Архиерейском соборе Русской православной церкви в августе 2000 года они были канонизированы для общецерковного почитания.
В честь новомученика освящены храм в Ногинске и больничный храм в Реутове. В родном селе Барановка существует храм во имя Константина Богородского.
Ежегодно 2 октября, в день мученической кончины святого в Богородске проходит литургия в Богоявленском соборе и крестный ход.
Имя священномученика Константина Богородского присвоено православной гимназии.

### Православная гимнография
- Тропарь, глас 4

Украшение священников явился еси, Константине,

восприим бо крест яко оружие,

проповедию славною устраняя раскол и ереси,

благовествовал еси Иисуса Христа глаголя:

спасайтеся от рода сего развращенного.

Сего ради мученическую кровию обагрися славне,

и ныне радуяся с лики ангельскими,

моли Христа Бога Церковь Всероссийскую

от ересей и расколов сохранити и спасти души наша.
- Кондак, глас 4

От младенчества к Богу устремився,

благочестия ревнителю и раскола искоренителю,

священномучениче Константине, Христа мужественно исповедав,

жесточайшия мучения приял еси,

Церкви Русския благоукрашение,

моли Христа Бога грехов оставление подати

чтущим любовию святую память твою.
- Молитва:

О, страстотерпче Христов Константине блаженне! Кровию твоею яко багряницею украсившеся и небесных чертогов и вечнующия славы сподобившеся, не забуди и нас, на земли сущих, но теплым ходатайством твоим пред Богом избави всех нас от всякия скорби и болезни. Се бо, к честней и многоцелебней раце святых мощей твоих благоговейно припадающе и лобызающе я, мы, недостойнии и многогрешнии, к тебе, яко к скорому помощнику и теплому молитвеннику нашему, прибегаем, и сокрушенным и смиренным сердцем вопием: не презри моления нас грешных, немощных, во многая беззакония впадших, но яко благодатию Божиею венчанный, очисти нас от недуг наших и испроси нам у Христа Бога нашего здравие душевное и телесное. Ты бо неоскудную благодать исцелений от Спаса нашего Иисуса Христа за веру твою, кровию запечатленную, приял еси. Тем же убо в человечестей помощи отчаявшимся, к тебе же тепле с верою прибегающим, и исцеление нам подавай неоскудно: всем же верным грехов оставление испроси, да славят Дивнаго во святых Своих Господа Бога и Спаса нашего Иисуса Христа, и Пречистую Матерь Его, и твое теплое заступление, всегда, ныне и присно и во веки веков. Аминь.
Священный синод РПЦ на заседании 16—17 июля 2020 года (журнал № 34) утвердил к общецерковному богослужебному употреблению текст службы священномученику Константину Богородскому.

## В литературе
Образ священника Константина Голубева воссоздан в историческом романе Натальи Иртениной «Багряные ризы» (М., 2021), рассказывающем об отношениях Русской Церкви и советской власти в 1918 г.